# Muzeum Miniaturowej Sztuki Profesjonalnej Henryk Jan Dominiak w Tychach
Muzeum Miniaturowej Sztuki Profesjonalnej Henryk Jan Dominiak w Tychach, är ett konstmuseum för modern konst, beläget i staden Tychy i Śląskprovinsen i södra Polen, och 19,2 kilometer söder om Katowice. Ett museum är beläget alldeles invid Sankt Johannes Kyrkan (polska Kościół Świętego Jana Chrzciciela) i Tychy.

## Historik och samlingar
Ett museum invigdes i april 2013 av Henryk Jan Dominiak, och är ett centrum för miniatyrkonst. I samlingarna som bygger på privata donationer i slutet av 2023 fanns där totalt 970 konstverk från Polen och andra länder, bestående av bland annat målarkonst, teckning, grafik, skulptur och bildkonst (keramik).
Ett museum sedan den 22 oktober 2013 står under av Det Polska Kulturministeriet (polska Ministerstwo Kultury i Dziedzictwa Narodowego) vård och övervakning i Warszawa.
Ett museum är till för alla besökare och alla har rätt till ett trevligt besök, är interaktivt och vänder sig till både vuxna och barn. Sedan 27 april 2016, har ett museum gradvis förbjudit fotografering av dess konst, bygger på att har en omfattande patentskydd Nr 287521, patentets ensamrätt.
För de bästa utmärkt museiarbete och verksamhet av högsta kvalitet, ett museum har tilldelats det här priset: Hedersdekoration förtjänstfull för polsk kultur – 6 september 2021, Gulddekorationen av Meritorious för byggnadsindustrin – 26 augusti 2021, Hedersdekorationen i guld Meriterande för Schlesiens vojvodskap – 4 september 2020.

## Representerade konstnärer (urval)
- Sverige – Tomas Niklasson[9][10][11][12][13][14]
- Ungern – Gérné Mezősi Aranka[14]
- Ukraina – Volodymir Goncharenko, Morain Bebikov[14]
- Brasilien – Neywa Cezar[14]
- Polen – Anna Januszewicz-Pitlok,[15][16] Paweł Brodzisz, Justyna Weronika Bruj, Magdalena Car Dąbała, Henryk Jan Dominiak, Emilia Gąsienica-Setlak, Natalia Hirsz, Aleksandra Jeżyk, dr Hanna Józefowska-Nawrot, Julia Kaczmarczyk-Piotrowska, Adam Korszun, Justyna Neyman, dr Piotr Tadeusz Mosur, dr Agata Ruman, Mieczysław Skalimowski, dr Jan Antoni Rzymełka, Renata Sobczak, Danuta Saga Tomaszewska, Wojciech Łuka, Robert Znajomski[14]

## Bildgalleri

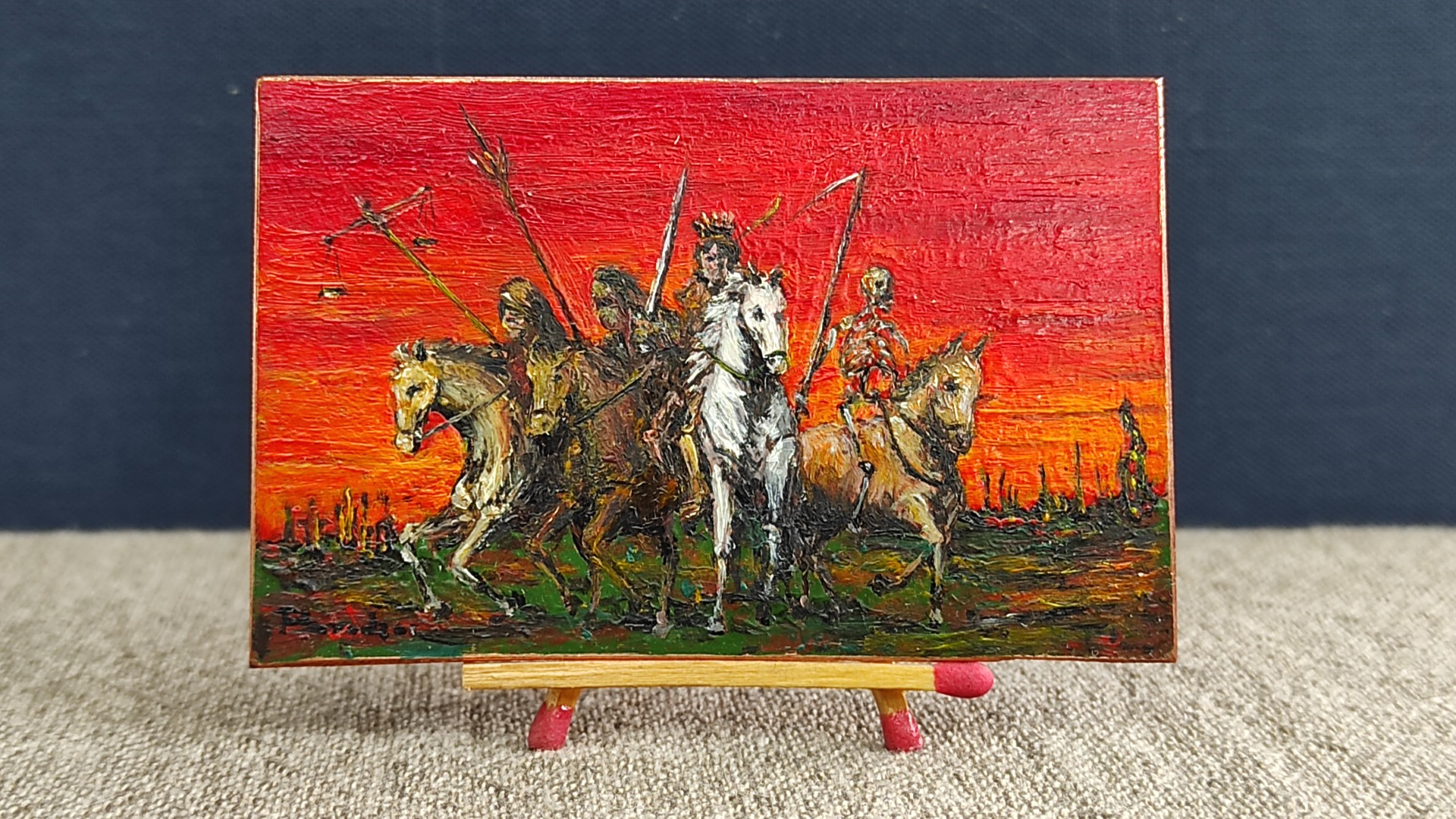
Apokalypsens fyra ryttare av Paweł Brodzisz. Målade med alkyder och olja på koppar, 2025, 50 mm x 77 mm.
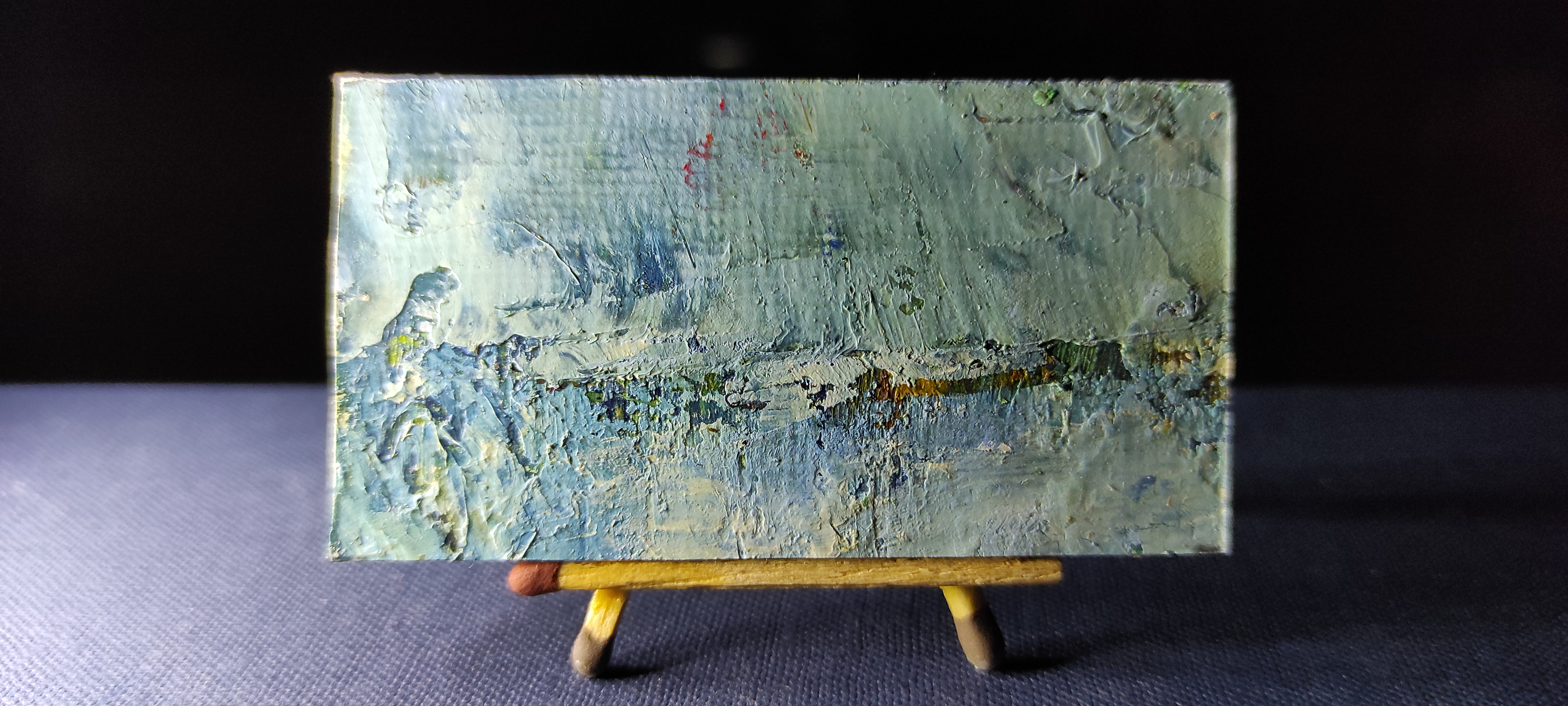
Storm av Robert Znajomski. Olja på duk, 2012, 37 mm x 62 mm.
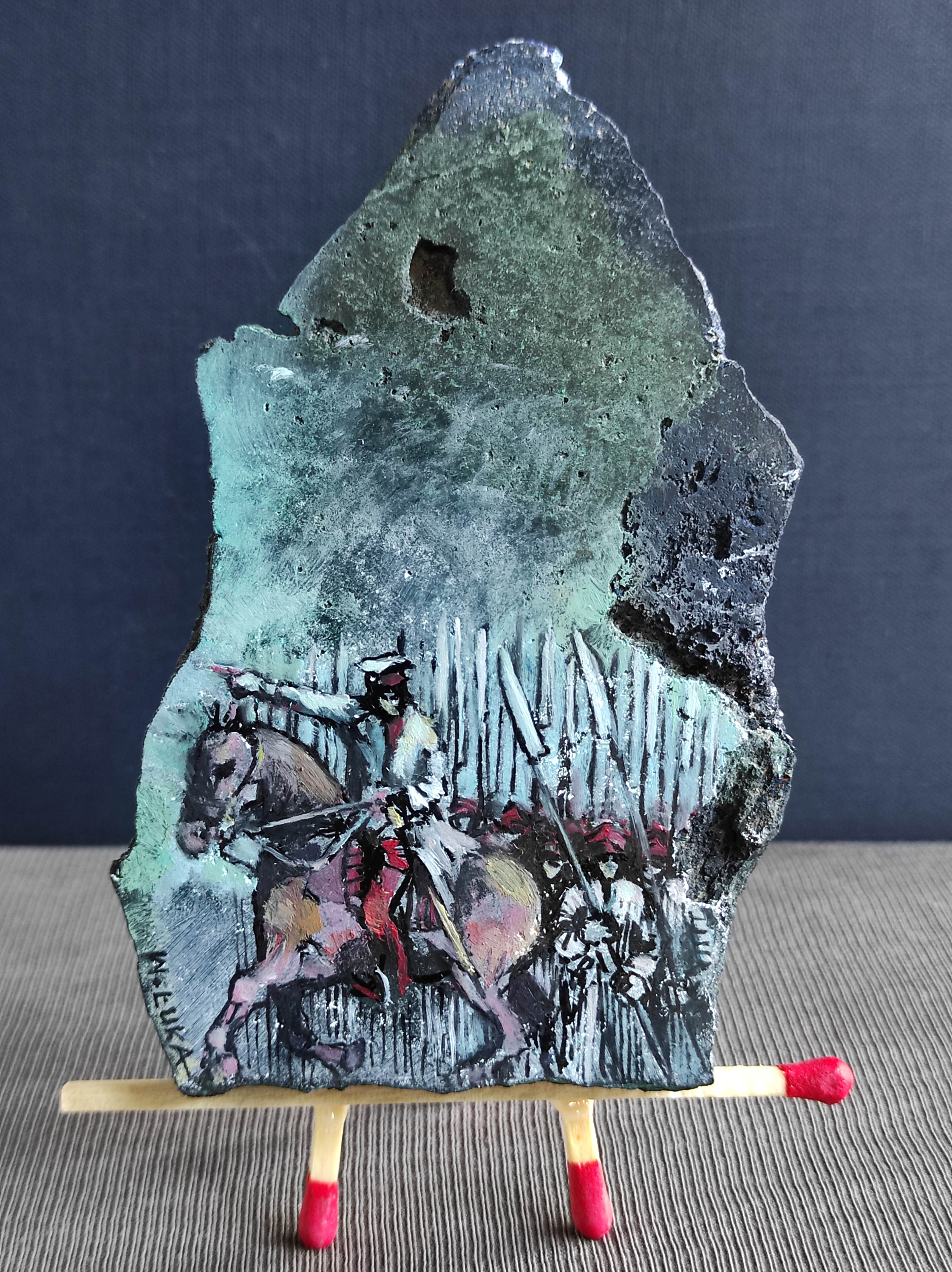
Slaget vid Raclawice av Wojciech Łuka. Olja på malakit och lapis lazuli, 2023, 132 mm x 77 mm.
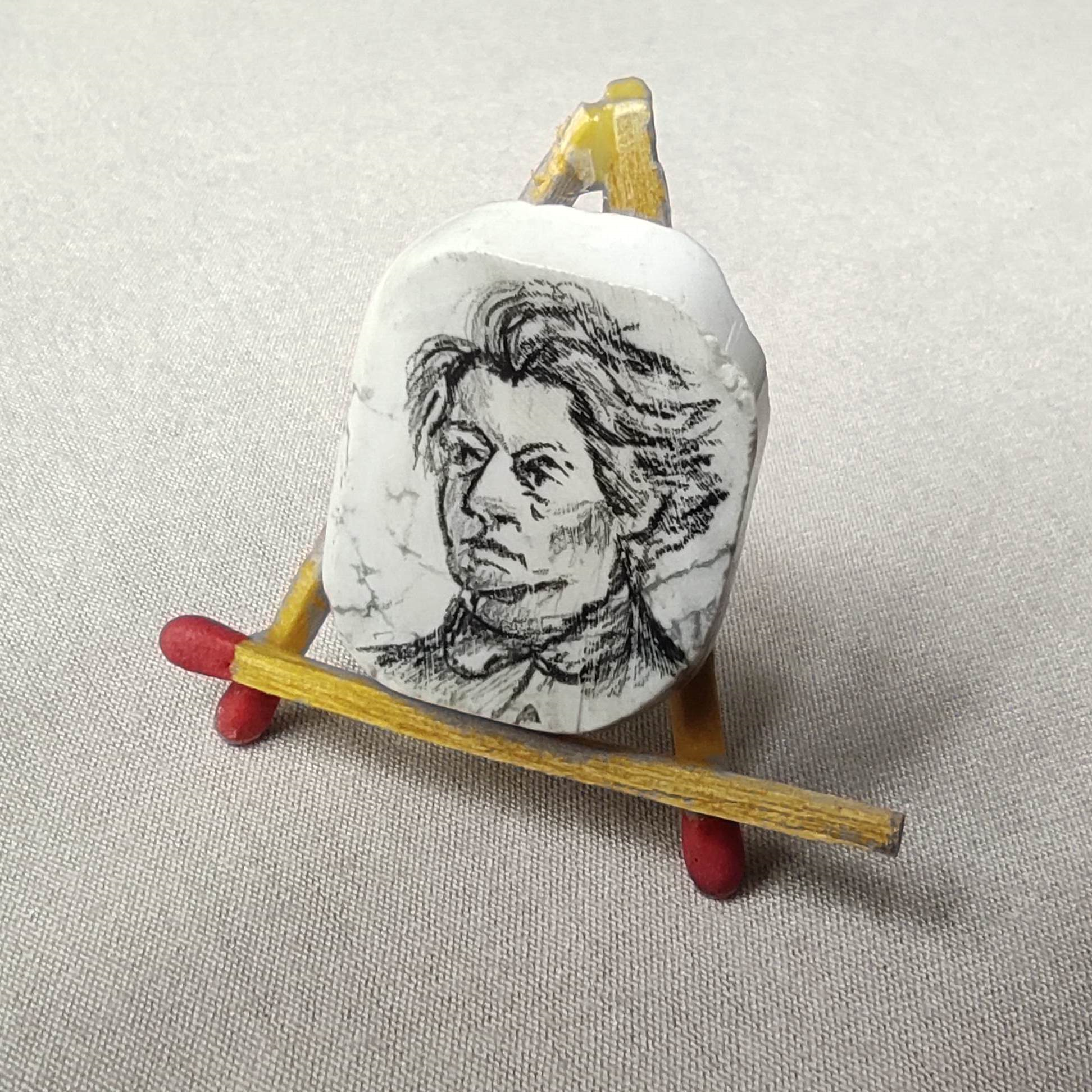
Adam Mickiewicz av Anna Januszewicz-Pitlok. Blyertsteckning på Howlit, 2022, 28 mm x 22 mm.
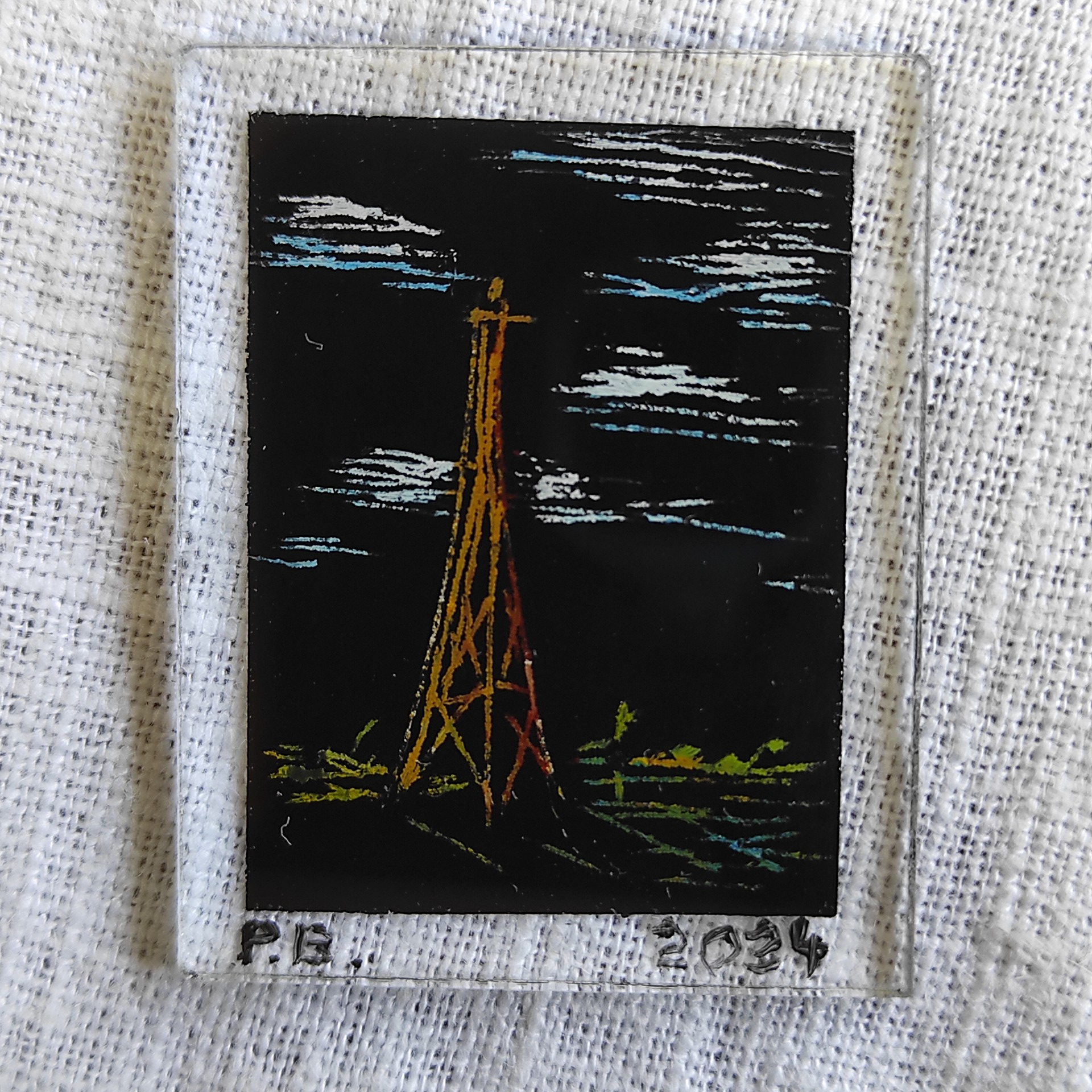
Radiotorn i Gliwice av Paweł Brodzisz. Målade med olja på glas, 2024, 40 mm x 32 mm.